# Kosteletzkya pentacarpa
Kosteletzkya pentacarpa là một loài thực vật có hoa trong họ Cẩm quỳ. Loài này được (L.) Ledeb. mô tả khoa học đầu tiên năm 1842.